# Ахуско
Ахуско (исп. Ajusco) — купольный вулкан высотой 3930 метров, расположенный в 28 км к югу от центра Мехико, на территории одного из его районов — Тлальпана. Является наиболее высокой точкой города и входит в число 15 высочайших вершин Мексики.
Ахуско является частью горной цепи Сьерра Ахуско-Чичинауцин, входящей в Транс-мексиканский вулканический пояс.

## Название
Наименование вулкана происходит из языка науталь и может быть переведено как «лягушачье место», «вода, бьющая ключом» или «девственный лес в воде». В каждой из этих версий отражены присутствие водоисточников и богатая растительность — именно на склонах вулкана формируется часть ручьёв-притоков рек Лерма и Бальсас, имеющих колоссальное значение для водоснабжения, электроснабжения и хозяйственной деятельности не только Мехико, но всей центральной части Мексики.

## Геология
Ахуско представляет собой стратовулкан, сформировавшийся в эпоху плиоцена или плейстоцена. Северная его часть десятки тысяч лет назад обрушилась, при этом образовался ряд небольших холмов, из которых самым высоким является Сакатепетль. Воздействие воды на протяжении тысячелетий привело к эрозии горных пород вулкана, его коническая форма утратилась, а таяние снежных и ледяных покровов привело к появлению глубоких ущелий.
Вулкан состоит преимущественно из дацитовых и андезитовых пород, также встречаются и риодациты.
Последнее извержение Ахуско, по предположению геологов, произошло более 10 тысяч лет назад, и вероятность того, что он может активизироваться, довольно мала.

## Экология
Окружающие Ахуско экосистемы имеют биологическую важность. В его дубовых, еловых и сосновых лесах обитает ряд вымирающих видов животных, а также эндемичные виды, среди которых бесхвостый кролик (Romerolagus diazi) и вулкановая мышь (Neotomodon alstoni).
В начале XX века начала осуществляться охрана природы Ахуско. В 1947 году был образован национальный парк, который получил название «Кумбрес дель Ахуско» (с исп. — «Вершины Ахуско»).

## Туризм
Территория вокруг Ахуско в силу своей близости к Мехико очень популярна как у горожан, так и у приезжих туристов. Здесь можно покататься на горных велосипедах или лошадях, организовать пеший поход и, конечно, попробовать взобраться на саму гору. С вершины вулкана можно полюбоваться на всю долину Мехико, а также на Попокатепетль, Истаксиуатль и Невадо-де-Толука.
Неподалёку от Ахуско также расположены крупнейший в Латинской Америке парк развлечений «Six Flags México», телекомпания «TV Azteca», «Национальный педагогический университет», «Колледж Мехико» и прочие значимые для города и страны здания и организации.
Также Ахуско важен и с археологической точки зрения — на его склонах и вершине были найдены артефакты доиспанского периода. Самым крупным древним сооружением является айяукалли (здание для жертвоприношений), остатки которого сохранились на вершине.